# Championnat de Belgique masculin de handball 2012-2013
Navigation
Division 1 2011-2012 Division 1 2013-2014
La saison 2012-2013 du Championnat de Belgique de handball fut la 55e édition de la plus haute division belge de handball. La première phase du championnat la phase classique, est suivie des Play-offs et des Play-downs.       
Cette édition fut remportée par l'Initia HC Hasselt, sacré champion pour la douzième fois de son histoire, il dépasse ainsi le ROC Flémalle et ses 11 titres et devient le club le plus titré du royaume.       
Un douzième titre au détriment du Achilles Bocholt qui occupe la place de dauphin, le United HC Tongeren suit à la troisième place tandis que le Sporting Neerpelt-Lommel termine dernier et quatrième des Play-offs, ce sont ces quatre clubs qui auront l'honneur de représenter la Belgique en BeNeLux liga la saison suivante.
Le VOO HC Herstal-Flémalle ROC est relégué et sera remplacé la saison suivante par l'Olse Merksem HC.

## Participants
En gras, les clubs engagés en BeNeLux liga
| Club                        | Classement 2011-2012 | Localisation     | Entraîneur                       | Salle                        | Capacité |
| --------------------------- | -------------------- | ---------------- | -------------------------------- | ---------------------------- | -------- |
| United HC Tongeren          | 1er                  | Tongres          | Pedrag Dosen                     | Eburons Dôme Tongeren        | 1 000    |
| Initia HC Hasselt           | 2e                   | Hasselt          | Luc Boiten                       | Sporthal Alverberg           | 1 730    |
| Achilles Bocholt            | 3e                   | Bocholt          | Pim Rietbroek                    | Sportcomplex De Damburg      | 1 539    |
| KV Sasja HC Hoboken         | 4e                   | Anvers           | Alex Jacobs                      | Sportcomplex Sorghvliedt     | 950      |
| Sporting Neerpelt-Lommel    | 5e                   | Neerpelt/Lommel  | Robert Nijdam                    | Sportcentrum Dommelhof       | 1 600    |
| HC Visé BM                  | 6e                   | Visé             | Davor Peric                      | Hall Omnisports de Visé      | 600      |
| Union beynoise              | 7e                   | Beyne-Heusay     | Didier Charlier                  | Hall Omnisports Edmond Rigo  | 400      |
| VOO HC Herstal-Flémalle ROC | 8e                   | Herstal/Flémalle | Jean-Luc Grandjean Thierry Finet | Hall Omnisports "La Préalle" | 1200     |
| HC Eynatten-Raeren          | 9e                   | Raeren           | Bruno Thevissen                  | Sporthalle Eynatten          | 700      |
| EHC Tournai                 | 2e (D2)              | Tournai          | Robin Matthijs                   | Hall des Sports de la C.E.T. | 2000     |

### Localisation
| \| HC Visé BM United HC Tongeren Achilles Bocholt Initia HC Hasselt Union beynoise KV Sasja HC Eynatten Sporting NeLo EHC Tournai Herstal-Flémalle \| Localisation des clubs engagés dans le championnat |
| HC Visé BM United HC Tongeren Achilles Bocholt Initia HC Hasselt Union beynoise KV Sasja HC Eynatten Sporting NeLo EHC Tournai Herstal-Flémalle                                                          |

Nombre d'équipes par Province
| # | Province             | Nombre | Équipe(s)                                                                         |
| - | -------------------- | ------ | --------------------------------------------------------------------------------- |
| 1 | Province de Limbourg | 4      | Initia HC Hasselt, United HC Tongeren, Achilles Bocholt, Sporting Neerpelt-Lommel |
| 2 | Province de Liège    | 4      | Union beynoise, HC Visé BM, VOO HC Herstal-Flémalle ROC, HC Eynatten-Raeren       |
| 3 | Province d'Anvers    | 1      | KV Sasja HC Hoboken                                                               |
| 4 | Province de Hainaut  | 1      | EHC Tournai                                                                       |

## Compétition

### Organisation du championnat
La saison régulière est disputée par 10 équipes jouant chacune l'une contre l'autre à deux reprises selon le principe des phases aller et retour. Une victoire rapporte 2 points, une égalité, 1 point et, donc une défaite 0 point.
Après la saison régulière, les 4 équipes les mieux classées s'engagent dans les play-offs. Ceux-ci constituent en un nouveau championnat où les 4 équipes s'affrontent en phase aller-retour mais lors duquel l'équipe classée première de la saison régulière part avec 4 points, le second, 3, le troisième, 2, le quatrième, 1.
Ces quatre équipes s'affrontent pour le titre de champion mais aussi pour se qualifier en Coupe d'Europe la saison suivante.
Lors de ces play offs, les deux premières équipes sont qualifiés pour la finale, une finale en trois manches, dont le premier reçoit deux fois et le second une fois. Tandis que le troisième reçoit le quatrième pour le match de la troisième place.
Pour ce qui est des 6 dernières équipes de la phase régulière, elles s'engagent quant à elles dans les play-downs. Il s'agit là aussi d'une compétition normale en phase aller-retour mais pour laquelle le premier de ces play-downs commence avec 6 points, le second, 5, le troisième, 4, le quatrième, 3, le cinquième, 2 et le sixième avec 1 point.
Ces quatre équipes s'affrontent dans le but de ne pas pouvoir finir à la dernière place synonyme de relégation en division 2.

### Saison régulière

#### Classement
|    | Équipe                      | Pts | J  | G  | N | P  | Bp  | Bc  | Diff |
| -- | --------------------------- | --- | -- | -- | - | -- | --- | --- | ---- |
| 1  | Achilles Bocholt (C)        | 35  | 18 | 17 | 1 | 0  | 573 | 426 | 147  |
| 2  | Initia HC Hasselt           | 31  | 18 | 15 | 1 | 2  | 569 | 445 | 124  |
| 3  | United HC Tongeren (T)      | 30  | 18 | 15 | 0 | 3  | 574 | 442 | 132  |
| 4  | Sporting Neerpelt-Lommel    | 18  | 18 | 8  | 2 | 8  | 532 | 534 | -2   |
| 5  | KV Sasja HC Hoboken         | 16  | 18 | 7  | 2 | 9  | 456 | 466 | -10  |
| 6  | HC Visé BM                  | 14  | 18 | 7  | 0 | 11 | 488 | 524 | -36  |
| 7  | Union Beynoise              | 13  | 18 | 6  | 1 | 11 | 472 | 524 | -52  |
| 8  | EHC Tournai                 | 13  | 18 | 5  | 3 | 10 | 456 | 509 | -53  |
| 9  | HC Eynatten-Raeren          | 6   | 18 | 3  | 0 | 15 | 467 | 587 | -120 |
| 10 | VOO HC Herstal-Flémalle ROC | 4   | 18 | 1  | 2 | 15 | 443 | 573 | -130 |

|                 | Qualification en play-offs et en Benelux liga 2013-2014 |
|                 | Play-downs                                              |
| (T)             | Tenant du titre 2012                                    |
| en augmentation | Promu 2012                                              |
| (C)             | Vainqueur de la Coupe de Belgique 2012-2013             |

##### Évolution du Classement
- Leader du classement

| ABO | IHA | ABO | ABO | Initia HC Hasselt | Initia HC Hasselt | Initia HC Hasselt | Initia HC Hasselt | Initia HC Hasselt | Initia HC Hasselt | Initia HC Hasselt | Initia HC Hasselt | Initia HC Hasselt | Initia HC Hasselt | Bocholt | Bocholt | Bocholt | Bocholt |  |  |  |  |  |  |  |  |  |  |  |  |
|     |     |     |     |                   |                   |                   |                   |                   |                   |                   |                   |                   |                   |         |         |         |         |  |  |  |  |  |  |  |  |  |  |  |  |
| 01  | 02  | 03  | 04  | 05                | 06                | 07                | 08                | 09                | 10                | 11                | 12                | 13                | 14                | 15      | 16      | 17      | 18      |  |  |  |  |  |  |  |  |  |  |  |  |

- Journée par journée

| Club                        | 1  | 2  | 3  | 4  | 5  | 6  | 7  | 8  | 9  | 10 | 11 | 12 | 13 | 14 | 15 | 16 | 17 | 18 |
| --------------------------- | -- | -- | -- | -- | -- | -- | -- | -- | -- | -- | -- | -- | -- | -- | -- | -- | -- | -- |
| United HC Tongeren          | 4  | 4  | 3  | 4  | 3  | 4  | 3  | 3  | 3  | 3  | 3  | 3  | 3  | 3  | 3  | 3  | 3  | 3  |
| Initia HC Hasselt           | 3  | 1  | 2  | 2  | 1  | 1  | 1  | 1  | 1  | 1  | 1  | 1  | 1  | 1  | 2  | 2  | 2  | 2  |
| Achilles Bocholt            | 1  | 2  | 1  | 1  | 2  | 2  | 2  | 2  | 2  | 2  | 2  | 2  | 2  | 2  | 1  | 1  | 1  | 1  |
| Sporting Neerpelt-Lommel    | 5  | 3  | 4  | 4  | 5  | 4  | 5  | 5  | 4  | 4  |    | 4  | 4  | 4  | 4  | 4  | 4  | 4  |
| KV Sasja HC Hoboken         | 8  | 7  | 9  | 9  | 10 | 8  | 7  | 6  | 8  | 8  | 7  | 6  | 7  | 7  | 6  | 6  | 5  | 5  |
| EHC Tournai                 | 7  | 6  | 5  | 5  | 6  | 6  | 6  | 8  | 7  | 7  | 6  | 7  | 6  | 6  | 7  | 7  | 8  | 8  |
| VOO HC Herstal-Flémalle ROC | 10 | 10 | 8  | 8  | 9  | 10 | 10 | 10 | 10 | 10 | 10 | 9  | 9  | 10 | 10 | 10 | 10 | 10 |
| Union beynoise              | 2  | 5  | 6  | 7  | 7  | 7  | 8  | 7  | 6  | 6  | 8  | 8  | 8  | 8  | 8  | 8  | 7  | 7  |
| HC Visé BM                  | 9  | 9  | 7  | 6  | 4  | 5  | 4  | 4  | 5  | 5  | 5  | 5  | 5  | 5  | 5  | 5  | 6  | 6  |
| HC Eynatten-Raeren          | 6  | 8  | 10 | 10 | 8  | 9  | 9  | 9  | 9  | 9  | 9  | 10 | 10 | 9  | 9  | 9  | 9  | 9  |

#### Matchs
| Résultats (dom.\ext.)                                      | UTO   | IHA   | ABO   | SNL   | KVS   | EHCT  | H-F   | UBE   | HCV   | HCER  |
| United HC Tongeren                                         |       | 26-32 | 32-33 | 30-29 | 30-22 | 30-22 | 34-28 | 28-18 | 33-17 | 40-24 |
| Initia HC Hasselt                                          | 19-23 |       | 26-26 | 30-24 | 25-20 | 34-26 | 40-18 | 40-34 | 24-23 | 42-24 |
| Achilles Bocholt                                           | 34-28 | 29-20 |       | 37-29 | 35-19 | 40-26 | 37-26 | 27-19 | 31-24 | 30-19 |
| Sporting Neerpelt-Lommel                                   | 21-35 | 26-35 | 23-29 |       | 30-26 | 31-28 | 31-26 | 37-23 | 32-33 | 32-22 |
| KV Sasja HC Hoboken                                        | 23-32 | 20-29 | 27-28 | 26-26 |       | 24-24 | 29-25 | 31-21 | 23-24 | 32-22 |
| EHC Tournai                                                | 20-39 | 25-33 | 22-27 | 27-27 | 23-22 |       | 24-28 | 26-27 | 24-23 | 30-27 |
| VOO HC Herstal-Flémalle ROC                                | 28-41 | 24-39 | 16-32 | 29-33 | 22-25 | 22-22 |       | 25-25 | 26-30 | 32-36 |
| Union Beynoise                                             | 23-34 | 28-30 | 24-33 | 31-35 | 23-26 | 27-26 | 27-26 |       | 35-20 | 37-26 |
| HC Visé BM                                                 | 21-27 | 20-38 | 23-34 | 37-30 | 27-32 | 28-32 | 36-14 | 32-26 |       | 39-31 |
| HC Eynatten-Raeren                                         | 28-32 | 29-33 | 23-31 | 30-36 | 20-29 | 20-29 | 32-28 | 22-24 | 32-31 |       |
| - Victoire à domicile - Match nul - Victoire à l'extérieur |       |       |       |       |       |       |       |       |       |       |

### Play-offs

#### Classement
|   | Équipe                   | Pts | J | G | N | P | Bp  | Bc  | Diff |
| - | ------------------------ | --- | - | - | - | - | --- | --- | ---- |
| 1 | Achilles Bocholt (C)     | 12  | 6 | 4 | 0 | 2 | 192 | 171 | 21   |
| 2 | Initia HC Hasselt        | 11  | 6 | 4 | 0 | 2 | 166 | 162 | 4    |
| 3 | United HC Tongeren(T)    | 10  | 6 | 4 | 0 | 2 | 186 | 167 | 19   |
| 4 | Sporting Neerpelt-Lommel | 1   | 6 | 0 | 0 | 6 | 161 | 205 | -44  |

|     | Qualification pour la finale                        |
|     | Qualification pour le match pour la troisième place |
| (T) | Tenant du titre 2012                                |
| (C) | Vainqueur de la Coupe de Belgique 2012-2013         |

#### Matchs
| Résultats (dom.\ext.)                                      | UTO   | IHA   | ABO   | SNL   |
| United HC Tongeren                                         |       | 23-27 | 32-29 | 39-29 |
| Initia HC Hasselt                                          | 28-27 |       | 27-36 | 28-25 |
| Achilles Bocholt                                           | 27-32 | 26-25 |       | 34-33 |
| Sporting Neerpelt-Lommel                                   | 27-33 | 25-31 | 22-40 |       |
| - Victoire à domicile - Match nul - Victoire à l'extérieur |       |       |       |       |

#### Match pour la troisième place
| 18 mai 2013 | United HC Tongeren | 30 - 27 | Sporting Neerpelt-Lommel | Eburons Dôme Tongeren, Tongres |

#### Finale
| 18 mai 2013 | Initia HC Hasselt | 32 - 33 | Achilles Bocholt | Sporthal Alverberg, Hasselt |

| 25 mai 2013 | Achilles Bocholt | 24 - 25 | Initia HC Hasselt | Sportcomplex De Damburg, Bocholt |

| 01 juin 2013 | Achilles Bocholt | 31 - 32 | Initia HC Hasselt | Sportcomplex De Damburg, Bocholt |

- Initia HC Hasselt 2 - 1 Achilles Bocholt

#### Champion
| Champion de Belgique de handball 2012-2013 Initia Handbal Club Hasselt 12e titre |

### Play-downs

#### Classement
|   | Équipe                      | Pts | J  | G | N | P | Bp  | Bc  | Diff |
| - | --------------------------- | --- | -- | - | - | - | --- | --- | ---- |
| 1 | KV Sasja HC Hoboken         | 25  | 10 | 9 | 1 | 0 | 312 | 225 | 87   |
| 2 | HC Visé BM                  | 19  | 10 | 7 | 0 | 3 | 300 | 275 | 25   |
| 3 | EHC Tournai                 | 14  | 10 | 5 | 1 | 4 | 264 | 271 | -7   |
| 4 | Union Beynoise              | 12  | 10 | 4 | 0 | 6 | 250 | 276 | -26  |
| 5 | HC Eynatten-Raeren          | 8   | 10 | 3 | 0 | 7 | 266 | 310 | -44  |
| 6 | VOO HC Herstal-Flémalle ROC | 3   | 10 | 1 | 0 | 9 | 238 | 273 | -35  |

|                 | Relégué en Division 2 |
| en augmentation | Promu 2012            |

#### Matchs
| Résultats (dom.\ext.)                                      | KVS   | EHCT  | H-F   | UBE   | HCV   | HCER  |
| KV Sasja HC Hoboken                                        |       | 39-25 | 31-20 | 30-18 | 25-22 | 36-25 |
| EHC Tournai                                                | 25-25 |       | 29-22 | 22-20 | 24-27 | 35-26 |
| VOO HC Herstal-Flémalle ROC                                | 23-31 | 23-25 |       | 30-31 | 24-36 | 24-30 |
| Union Beynoise                                             | 22-31 | 25-29 | 19-26 |       | 30-29 | 25-24 |
| HC Visé BM                                                 | 26-33 | 40-27 | 24-22 | 28-26 |       | 35-29 |
| HC Eynatten-Raeren                                         | 19-31 | 24-23 | 27-24 | 27-34 | 35-43 |       |
| - Victoire à domicile - Match nul - Victoire à l'extérieur |       |       |       |       |       |       |

## Bilan

### Classement final
| Rang | Équipe                      |
| ---- | --------------------------- |
| 1er  | Initia HC Hasselt *         |
| 2e   | Achilles Bocholt (C)        |
| 3e   | United HC Tongeren (T)      |
| 4e   | Sporting Neerpelt-Lommel *  |
| 5e   | KV Sasja HC Hoboken         |
| 6e   | HC Visé BM                  |
| 7e   | EHC Tournai                 |
| 8e   | Union beynoise              |
| 9e   | HC Eynatten-Raeren          |
| 10e  | VOO HC Herstal-Flémalle ROC |

|                 | Champion de Belgique et qualifiés pour la Coupe Challenge 2013-2014 |
|                 | Qualifiés pour la Coupe EHF 2013-2014                               |
|                 | Qualifiés pour la Coupe Challenge 2013-2014                         |
|                 | Relégués en division 2                                              |
| En              | gras Qualifiés pour la BeNeLux liga 2012-2013                       |
| (T)             | Tenant du titre                                                     |
| (C)             | Vainqueur de la Coupe de Belgique                                   |
| en augmentation | Promu de début de saison en Division 1                              |

* l'Initia HC Hasselt décline son ticket pour la Coupe EHF 2013-2014, de ce fait c'est le vainqueur de la Coupe de Belgique et de la BeNeLux liga 2012-2013 qui prend sa place, l'Achilles Bocholt.
* Le Sporting Neerpelt-Lommel ne participa pas la BeNeLux liga 2012-2013 ainsi qu'à la Coupe Challenge 2013-2014, de ce fait, le KV Sasja HC Hoboken se retrouve qualifié.

### Classement des Buteurs
| Rang | Nom                  | Nationalité | Équipe                      | Buts | Matchs |
| ---- | -------------------- | ----------- | --------------------------- | ---- | ------ |
| 01   | Ivan Kopljar         | Belgique    | KV Sasja HC Hoboken         | 132  | 18     |
| 02   | Jeffrey Jacobs       | Belgique    | Initia HC Hasselt           | 125  | 18     |
| 03   | Jeffrey Qerimi       | Belgique    | Sporting NeLo               | 120  | 18     |
| 04   | Bart Lenders         | Belgique    | Achilles Bocholt            | 104  | 18     |
| 05   | Bartosz Kedziora     | Belgique    | Achilles Bocholt            | 101  | 18     |
| 06   | Rosen Kolev          | Bulgarie    | VOO HC Herstal-Flémalle ROC | 95   | 18     |
| 07   | Damian Kedziora      | Belgique    | Achilles Bocholt            | 94   | 18     |
| 08   | Vladimir Tasevski    | Macédoine   | United HC Tongeren          | 92   | 18     |
| 09   | Jean-Alain Duchemann | France      | HC Visé BM                  | 91   | 18     |
| 10   | Gert-Jan Mathijs     | Belgique    | EHC Tournai                 | 81   | 18     |

### Parcours en coupes d'Europe
Le parcours des clubs belges en coupes d'Europe est important puisqu'il détermine le coefficient EHF, et donc le nombre de clubs espagnoles présents en coupes d'Europe les années suivantes.
| Club               | Compétition     | Tour d'entrée     | Résultat                 | Dernier adversaire |
| United HC Tongeren | Coupe EHF       | 1er tour          | éliminé au 1er tour      | Elverum Handball   |
| Initia HC Hasselt  | Coupe Challenge | Tour préliminaire | éliminé en 1/4 de finale | Handball Esch      |

### Bilan de la saison
| Tableau d'honneur de la saison 2012-2013 |                                                          |                |
| Compétition                              | Vainqueur                                                | Commentaire    |
| Championnat de Belgique                  | Initia HC Hasselt                                        | 12e titre      |
| Coupe de Belgique                        | Achilles Bocholt                                         | 1er victoire   |
| Qualifications européennes               |                                                          |                |
| Compétition                              | Qualifiés                                                | Qualifiés      |
| Coupe EHF                                | Achilles Bocholt                                         | Premier tour   |
| Coupe Challenge                          | Initia HC Hasselt KV Sasja HC Hoboken United HC Tongeren | Troisième tour |
| Promotions et relégations                |                                                          |                |
| Promu en Division 1 (D1)                 | Olse Merksem HC                                          | 2e (D2)        |
| Relégation en Division 2 (D2)            | VOO HC Herstal-Flémalle ROC                              | 10e            |